# اسار گابریلسن
اسار گابریلسن، (به سوئدی: Assar Gabrielsson) (زاده ۱۳ اوت ۱۸۹۱ - درگذشته ۲۸ مه ۱۹۶۲) کارآفرین، صنعتگر و مدیر ارشد اجرایی سوئدی بود، که در سال ۱۹۲۶ شرکت ولوو را تأسیس نمود.